# Ambattur
Ambattur è una suddivisione dell'India, classificata come municipality, di 302.492 abitanti, situata nel distretto di Tiruvallur, nello stato federato del Tamil Nadu. In base al numero di abitanti la città rientra nella classe I (da 100.000 persone in su).

## Geografia fisica
La città è situata a 13° 4' 36 N e 80° 5' 19 E e ha un'altitudine di 22 m s.l.m..

## Società

### Evoluzione demografica
Al censimento del 2001 la popolazione di Ambattur assommava a 302.492 persone, delle quali 156.237 maschi e 146.255 femmine. I bambini di età inferiore o uguale ai sei anni assommavano a 30.599, dei quali 15.737 maschi e 14.862 femmine. Infine, coloro che erano in grado di saper almeno leggere e scrivere erano 210.813, dei quali 114.343 maschi e 96.470 femmine.